# Volckert Schram

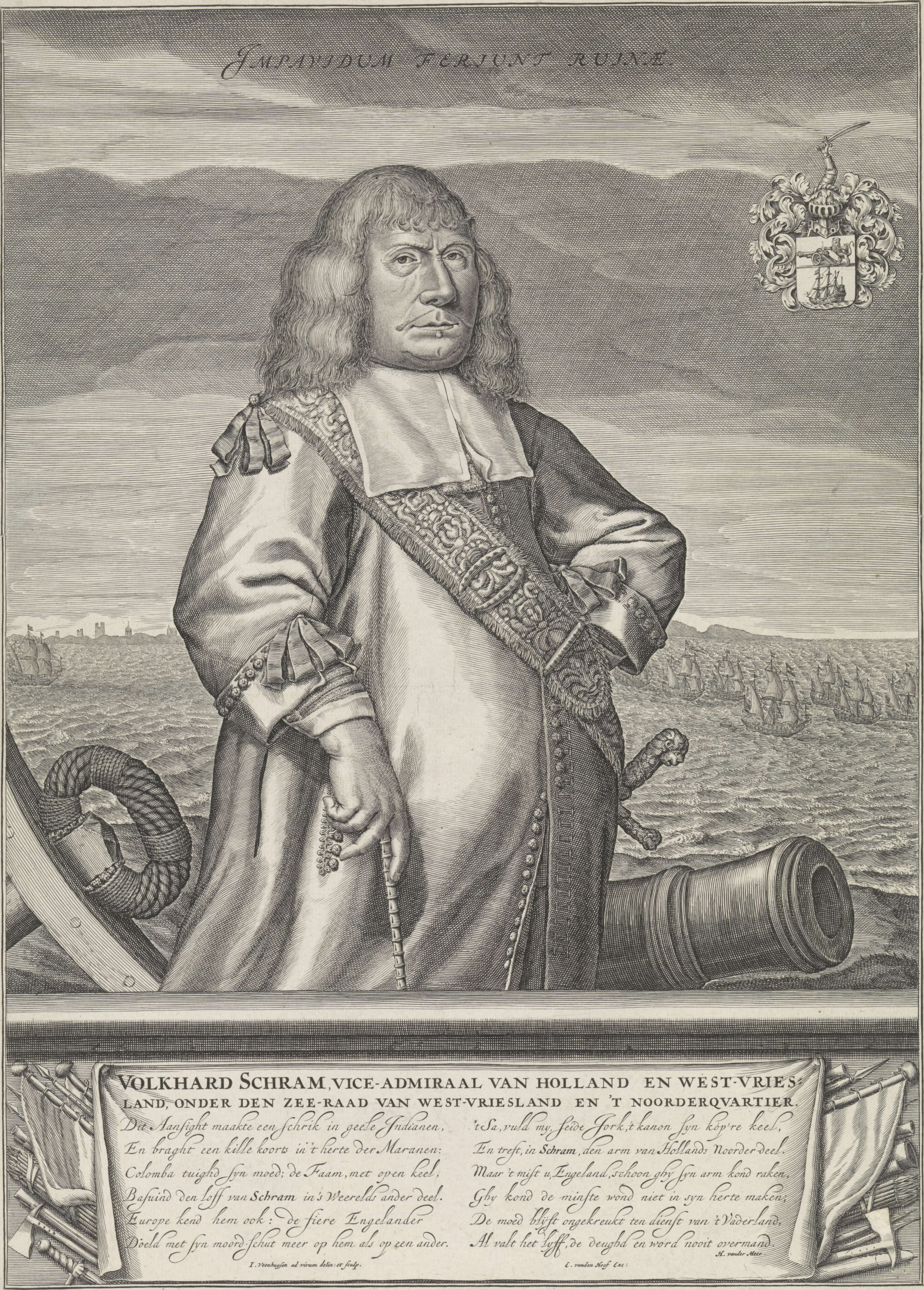
Portret van Volkert Schram, Vice-admiraal van Holland en West-Friesland (Jan Veenhuysen, 1656 - 1686)

Volckert Adriaanszoon Schram (Enkhuizen circa 1620 - 7 juni 1673) is een Nederlands admiraal uit de 17e eeuw. Zijn voornaam wordt ook gegeven als Volkert of Volkhard.
Van het begin van Volckerts carrière is weinig bekend; zijn geboortedatum is zeer onzeker; traditioneel wordt 16 oktober 1622 gegeven, dit is zijn doopdatum. Hij was in de Eerste Engels-Nederlandse Oorlog eerst kapitein van de Lastdrager, later waarnemend schout-bij-nacht bij de Admiraliteit van het Noorderkwartier. In 1656 was hij in dienst bij de VOC en deed mee aan de landingen op Ceylon tegen Portugezen.
In 1658 ging hij over in 's-lands dienst in de functie van kapitein; op 19 september 1659 werd hij benoemd tot schout-bij-nacht bij het Noorderkwartier nadat die functie voor zes jaar onvervuld was gebleven. 
Na de expeditie van Michiel Adriaanszoon de Ruyter in 1659 ter bevrijding van de Deense eilanden tegen de Zweden, blijft Schram een aantal jaren in Deense dienst. Hij is dan commandant van een eenheid zeesoldaten waarbij Frederick Stachouwer kapitein-luitenant is.
In 1664 gaat hij samen met Stachouwer terug naar Nederland en herneemt zijn functie als schout-bij-nacht bij het Noorderkwartier. Op 21 maart 1665 wordt hij daar waarnemend viceadmiraal, op 13 mei viceadmiraal als opvolger van Jan Meppel. Hij commandeert het 7e eskader in de Slag bij Lowestoft. Datzelfde jaar gaat hij als admiraal weer in Deense dienst.
Op 4 juni 1666 nam hij echter alweer deel aan de Vierdaagse Zeeslag aan boord van het linieschip Pacificatie (73 stukken). In 1667 doet hij mee aan de landingsoperatie tijdens de Tocht naar Chatham.
In de Derde Engels-Nederlandse Oorlog sneuvelde hij op 7 juni 1673 in de Eerste Slag bij het Schooneveld als viceadmiraal, commandant van het tweede eskader; in hetzelfde gevecht sneuvelde ook zijn schoonzoon schout-bij-nacht David Vlugh. Hij ligt begraven in de Westerkerk van Enkhuizen. Zijn grafschrift luidt:
Hier leyt de grijse Schram, die in de dageraet
Van sijne sege-son, toen 't Landt hongh aen een draet,
De schrik bracht onder Fransche en Britsche waterwolven
Nu leeft hij na sijn doot, soo wijt de wat'ren golven